# Rysslands damlandslag i bandy
Rysslands damlandslag i bandy representerar Ryssland i bandy på damsidan. 1992 inledde man landskampsutbyte med svenskorna, och förlorade 0-8 och 0-3 i Edsbyn och Ljusdal. I Moskva 1993 lyckades man spela 3-3 samt vinna med 4-2 mot Sverige. Därefter har utbytet fortsatt, med blandade resultat..
Ryssland tog silvermedaljerna vid världsmästerskapet i bandy för damer både 2004 i Finland och 2006 i delstaten Minnesota i USA och 2007 i Budapest i Ungern. Vid världsmästerskapet 2008 i Sverige blev Ryssland på nytt silvermedaljörer.
2014 blev Ryssland världsmästare för första gången, genom att finalslå Sverige med 3-1. I 2016 års final förlorade ryskorna mot Sverige med 0-1.
2018 i Kina förlorade man återigen finalen mot Sverige, även denna gång med 0-1.
2020 förlorar man ännu en final mot Sverige, denna gång med 1-3.

## Ryssland i världsmästerskap
| Turnering     | Slutplacering |
| ------------- | ------------- |
| Finland 2004  | 2             |
| USA 2006      | 2             |
| Ungern 2007   | 2             |
| Sverige 2008  | 2             |
| Finland 2010  | 2             |
| Ryssland 2012 | 2             |
| Finland 2014  | 1             |
| USA 2016      | 2             |
| Kina 2018     | 2             |